# 25925 Jamesfenska
25925 Jamesfenska este un asteroid din centura principală de asteroizi.

## Descriere
25925 Jamesfenska este un asteroid din centura principală de asteroizi. A fost descoperit pe 16 februarie 2001 la Socorro, New Mexico, în cadrul proiectului LINEAR. Asteroidul prezintă o orbită caracterizată de o semiaxă mare de 2,31 ua, o excentricitate de 0,09 și o înclinație de 7,3° în raport cu ecliptica.